# Aleksander Chodźko
Aleksander Borejko Chodźko herbu Kościesza (ur. 30 sierpnia 1804 w Krzywiczach, zm. 27 grudnia 1891 w Noisy-le-Sec we Francji) – polski poeta, orientalista i slawista.

## Życiorys
Syn Jana i Klary z Korsaków, brat Michała i Józefa. W gimnazjum wychowanek Tomasza Zana. W latach 1820–1823 studiował na Cesarskim Uniwersytecie Wileńskim. Na przełomie lat 1823–1824 był uwięziony za uczestnictwo w organizacji Towarzystwa Filaretów. W 1824 r. wyjechał studiować języki i literatury wschodnie do Petersburga, po czym, od 1830 r. przebywał na placówkach konsularnych rosyjskich w Teheranie i w Raszcie (w prowincji Gilan), badając język perski, perskie tradycje oralne oraz literaturę perską. W roku 1842 osiadł w Paryżu, początkowo pracując we francuskim ministerstwie spraw zagranicznych. W latach 1857–1883 był profesorem literatur słowiańskich w Collège de France, obejmując katedrę zajmowaną przedtem przez Mickiewicza.
Był przyjacielem Adama Mickiewicza, przez którego uległ wpływom Andrzeja Towiańskiego (efektem tego był np. Akt Chodźki).
Wydał „Poezje” (Petersburg, 1829 – w nich mieści się głośna ballada „Maliny” i znana pieśń „Stach mi pierścionek przyniósł z jarmarku”, oraz orientalno-romantyczny poemat „Derar”), potem zaś w języku angielskim i francuskim ogłosił wiele rozpraw dotyczących filologii orientalnej i słowiańskiej. Przełożył perski zbiór opowieści „Padyszach i czterech derwiszów” (1859) (pers. Ghissa-je Czahar Darwesz). Napisał też szereg dzieł z zakresu językoznawstwa, etnografii i literatury Bliskiego Wschodu.
Z żoną, Heleną Dunin-Jundziłł, miał czworo dzieci, synów: Wiktora, Adama i Aleksandra oraz córkę Marię.
Pochowany został na cmentarzu w Montmorency.